# Harcy
 Harcy  es una población y comuna francesa, en la región de Champaña-Ardenas, departamento de Ardenas, en el distrito de Charleville-Mézières y cantón de Renwez.

## Demografía
| 393 | 402 | 403 | 419 | 447 | 459 |
| Para los censos de 1962 a 1999 la población legal corresponde a la población sin duplicidades (Fuente: INSEE [Consultar]) |     |     |     |     |     |